# Klimatförändring i Sverige

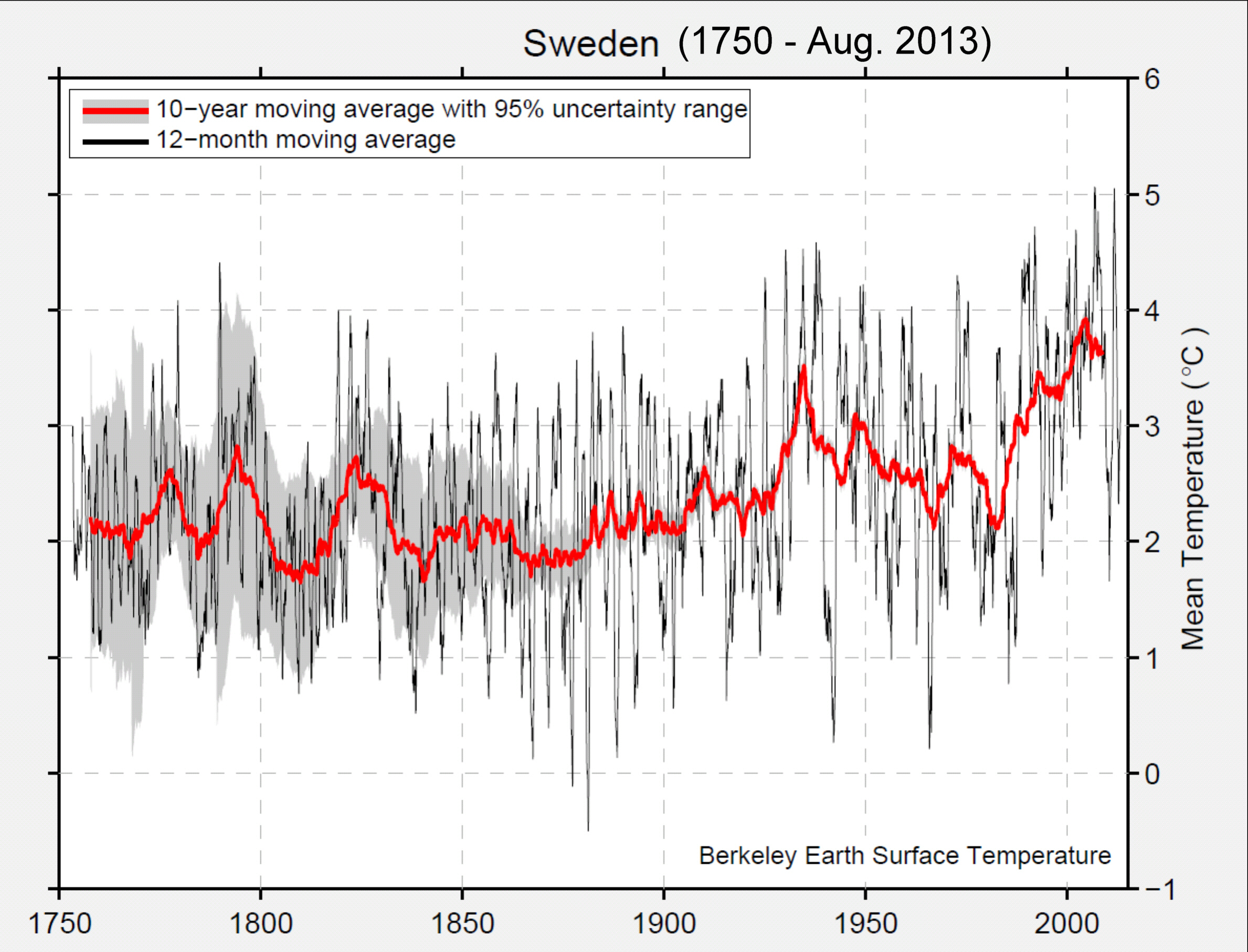
Årlig medeltemperatur i Sverige 1750–2013.

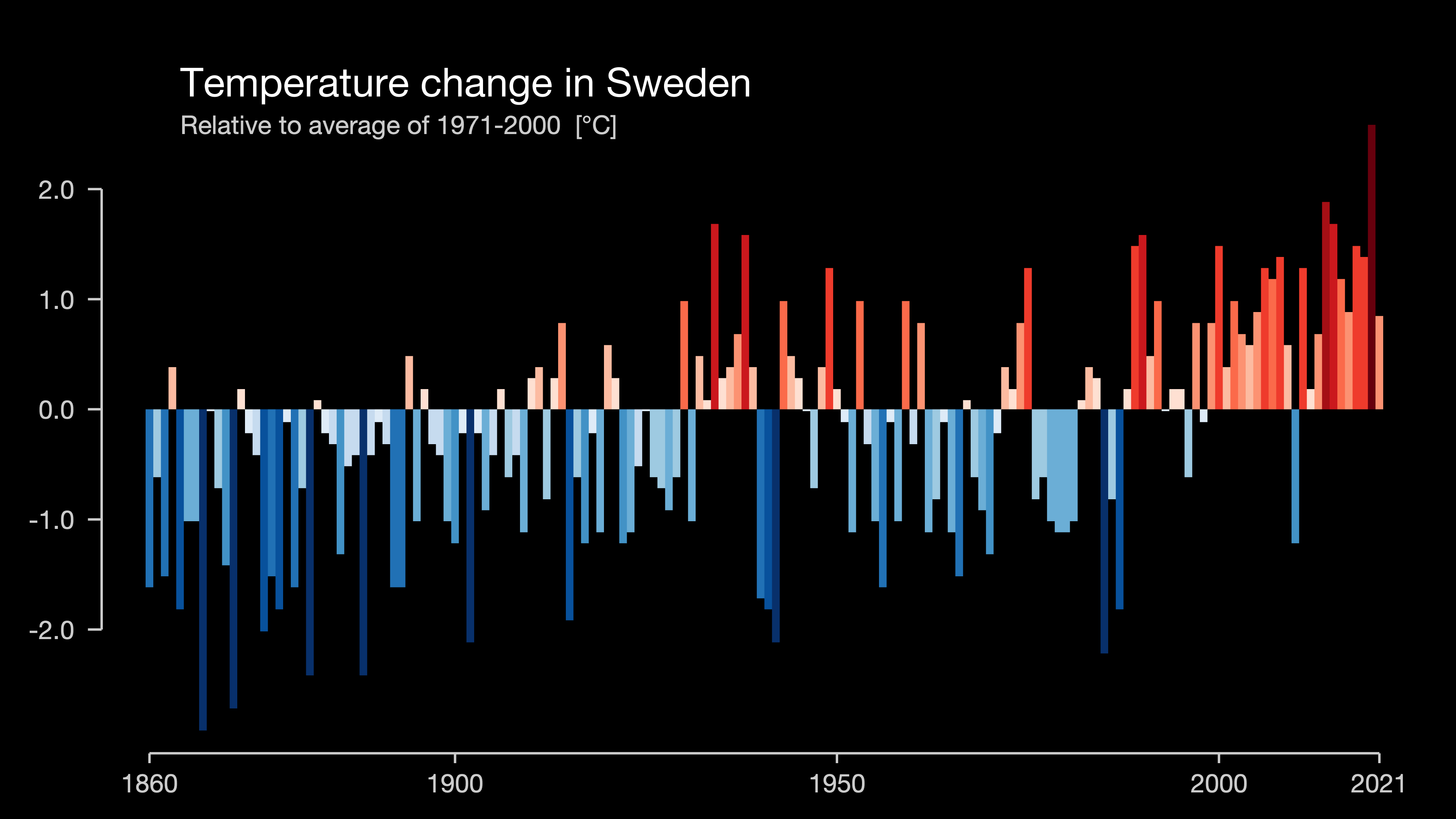
Årlig temperaturavvikelse i Sverige sedan 1860 jämfört med medeltemperaturen 1971-2000

Klimatförändringen i Sverige påverkar redan landet. Sedan slutet av 1800-talet har årsmedeltemperaturen stigit med nästan två grader Celsius, vilket kan jämföras med den globala uppvärmningen på drygt en grad.
För Sveriges del kan effekterna av ett varmare klimat till vissa delar vara positiva. Bland annat kan ett mildare klimat ge ökad avkastning inom jord- och skogsbruk. Sett ur ett globalt perspektiv dominerar dock de väntade klimatförändringarnas negativa följder för samhället över de positiva.

## Klimatpolitik
Frågan om klimatförändring har fått en stor allmän och även politisk uppmärksamhet i Sverige. Efter 1970-talets oljekriser ändrade Sverige energipolitik och minskade snabbt oljeberoendet genom vatten- och kärnkraft, övergång till biobränslen i fjärrvärmeverk och fliseldade pannor, och ekonomiska bidrag till effektivisering av uppvärmningen av fastigheter genom värmepumpar och tilläggsisolering. Sedan dess har Sverige successivt minskat koldioxidutsläppen, tidigare än de flesta andra industrialiserade länder.
Ytterligare begränsning av den globala uppvärmningens effekter har stått högt på dagordningen för de senaste regeringarna sedan regeringen Göran Persson (1996−2006).[källa behövs]
Sveriges regering tillsatte 2018 det Nationella expertrådet för klimatanpassning. Rådets första rapport kom 2022 och innehöll 170 förslag på åtgärder som bör tas för att anpassa Sverige till följderna av den globala uppvärmningen. Enligt rådet kommer det kosta 205 miljarder kronor fram till 2100 att klimatanpassa Sverige, i genomsnitt cirka 2 miljarder kronor per år.

### Koldioxidskatt
Sverige införde en koldioxidskatt, en punktskatt som tas ut på bränslen för motordrift och kol, 1991. Skatten har bidragit till ett skifte från fossila bränslen till biobränslen för uppvärmning samt effektivare energianvändning. Skatten reglerades först genom Lag (1990:582) om koldioxidskatt och när den infördes var skatten 25 öre/kg koldioxid men uppdaterades 1995 med Lag (1994:1776) om skatt på energi. Sedan dess varierar skatten per bränsleslag och regleras årligen genom en förordning från regeringen. Skattenivån 2020 var cirka 1,15 kronor per kg koldioxid, vilket är drygt 20 gånger högre än priset på EU:s utsläppsrätter.

### Klimatmål
Sverige införde ett miljömålssystem 1999 och ansvaret för att nå dem är fördelat på 26 nationella myndigheter och arbetet följs upp kontinuerligt av 8 myndigheter. Ett av målen, Begränsad klimatpåverkan, handlar direkt om klimatförändringen.
Sveriges riksdag beslöt 2009 att Sverige ska minska sina utsläpp med upp till 40 procent till 2020 jämfört med 1990.
2015 skrev Sverige under Parisavtalet för att strax därefter, 12 oktober 2016, ratificera det i riksdagen.
För att nå dessa mål anser Naturvårdsverket att utsläppen bör komma ner till högst 1 ton koldioxid per person och år till 2050. Detta kan jämföras med att en svensk genomsnittliga konsumtionsbaserade utsläpp var cirka 10 ton år 2016. Det långsiktiga målet är att Sverige senast 2045 inte ska ha några nettoutsläpp av växthusgaser till atmosfären och att därefter ha negativa utsläpp. För att reglera detta arbete antogs 2017 Klimatlag (2017:720) med en bred politisk förankring. Att minska utsläppen från utrikes flyg ingår dock inte i de svenska klimatmålen.

Årliga koldioxidutsläpp från fossila bränslen för energi- och cementproduktion i Sverige sedan 1834.

## Sveriges sentida utsläpp
I den Nationella emissionsdatabasen som sammanställs av SMHI på uppdrag av Naturvårdsverket kan man se Sveriges utsläpp från 1990, 2000, 2005, och sedan årligen från 2010. Diagrammet nedan har data från denna och visar interpolerade värden för mellanliggande år. Som synes i diagrammet redovisas inte data från utrikes transporter.
Ton CO2-ekvivalenter/årÅr010 000 00020 000 00030 000 00040 000 00050 000 00060 000 00070 000 00080 000 000199020102013201620192022Alla sektorerTransporterIndustri (energi + processer)JordbrukEl och fjärrvärmeEgen uppvärmning av bostäder och lokalerArbetsmaskinerProduktanvändning (inkl. lösningsmedel)Avfall (inkl.avlopp)Växthusgasutsläpp i Sverige efter sektor

## Observerade effekter av klimatförändringar i Sverige

Köppen klimatklassificeringskarta för Sverige perioden 1980-2016 utgående från 0°C-isotermen.

SMHI har uppmätt följande klimatförändringar i Sverige under de senaste decennierna till och med 2021. Förändringarna är statistiskt säkerställda i de flesta fall:
- Sveriges årsmedeltemperatur har ökat med 1,9 °C jämfört med perioden 1861–1890.
- Sveriges årsnederbörd har ökat sedan 1930 från 600 mm/år till nästan 700 mm/år. Ökningen har främst eller endast skett vinter och höst.
- Antalet dagar med snötäcke har minskat sedan 1950. Ingen signifikant trend finns dock vad gäller vinterns största snödjup.
- Trädgränsen har höjts med 100–150 meter i de svenska fjällen under 1900-talet, orsakat av varmare klimat i kombination med ändrad markanvändning.[19]

SMHI konstaterar att naturliga processer är otillräckliga som förklaringar på ovanstående klimatförändringar, men de kan delvis förklara dem. Bland annat påverkar den nordatlantiska oscillationen (NAO) delar av Europa. Denna skiftar på en tidsskala som är flera år lång mellan å ena sidan ett tillstånd av kraftiga västvindar, som ger milda och nederbördsrika vintrar i Norden, och å andra sidan svagare västvindar med omvända förhållanden, samtidigt som västvindarna styrs till en nordligare eller sydligare bana. NAO har starkare effekt på temperatur och nederbörd på vintern än på sommaren.

## Framtida klimatförändringar och effekter i Sverige

Sveriges prognosticerade Köppen klimatklassificeringskarta för 2071-2100 under antagande om klimatscenario RCP8.5, vilket betraktas som ett möjligt värstafall-scenario som ger en genomsnittlig global uppvärmning på 3,7°C efter år 2080.

Datorsimuleringar visar att Sveriges klimat kommer att förändras och kommer att vara annorlunda i slutet av seklet. Förändringens omfattning skiljer mellan olika klimatscenarier, beroende på omvärldens fossila utsläpp och klimatpolitik.
Vad gäller klimatförändringarnas effekter pekade folkhälsomyndigheten 2021 ut extrema värmeböljor och fästingburna sjukdomar som de största hälsoriskerna från global uppvärmning i Sverige. Men också livsmedelssäkerhet, översvämningar och andra typer av infektioner pekades ut.

### Temperatur
Den genomsnittliga temperaturökningen blir sannolikt högre i Sverige än för världen i genomsnitt, med kraftigt ökande vintertemperaturer. MSB räknar med att medeltemperaturen i Sverige kommer stiga med 3–5 °C till 2080. Spridningen i prognoserna mellan olika klimatmodeller är stor, men alla indikerar en ökad medeltemperatur i Skandinavien.
Temperaturzonerna har börjat flytta norrut – Norrland förväntas få ett skånskt klimat, och södra Sverige kommer få samma klimat som idag råder i centrala Tyskland. Framför allt södra Sverige kommer att uppleva ökad sommartorka och intensiva värmeböljor med temperaturer uppemot 40 grader i skuggan. Under 2080-talet kommer medeltemperaturen enligt många prognoser att ha ökat med 3–5 °C. Klimatet i Mälardalsregionen kommer då att likna dagens klimat i norra Frankrike. Vintertemperaturen kommer troligen öka mer än vår-, sommar- och hösttemperaturerna. Vid slutet av seklet kan vintrarna i genomsnitt bli upp till 7 °C varmare än idag. Norrlandskusten kommer troligen att bli det område som får de största temperaturökningarna.

### Nederbörd och översvämningar
Nederbörden i Sverige förväntas öka i takt med ökad temperatur, framför allt i norra och västra Sverige. Mer osäkert är om nederbörden kommer öka eller minska i södra Sverige. Sveriges framtida klimat förväntas bli regnigare och intensiva regnväder kommer att uppträda allt oftare. Större delen av nederbördsökningen kommer att ske under vintern och en större andel i form av regn. Somrarna kommer att bli torrare och med en minskning av kraftiga regnväder, särskilt i södra Sverige. Ökad och mer intensiv nederbörd ökar risken för översvämningar, vilket kan drabba bebyggelse, vägar, järnvägar samt vatten- och avloppssystem. Tillgången till sötvatten riskerar att påverkas av förorening av vattentäkter eller genom ledningsbrott till följd av skyfall och höga flöden.

### Vind
Klimatmodellerna skiljer sig åt huruvida Sveriges klimat kommer att bli blåsigare eller inte. Vissa modeller förutspår en ökning av den genomsnittliga vindhastigheten, medan andra förutspår en minskning.

### Växt- och djurliv
Växtperiodens längd beräknas kunna öka med mellan en och två månader i hela landet utom längst i söder där ökningen kan bli uppemot tre månader. Skogsproduktionen förväntas därmed öka, men även skador till följd av insektsangrepp och möjligen stormfällning. Nya grödor kan odlas. Trädgränsen förväntas höjas ytterligare, och rennäringen drabbas.  Svenska fjällens samt Östersjöns växt- och djurliv bedöms särskilt känsliga för effekterna till följd av klimatförändringen.

### Kebnekaises sydtopp
Kebnekaise har två huvudtoppar, Nordtoppen har fast berg till 2 096,8 meter över havet och är kal på sommaren. Sydtoppen har fast berg till cirka 2 060 meter över havet, och är täckt av en cirka 40 meter tjock glaciär, som är Sveriges enda toppglaciär. Historiskt har glaciären på Sydtoppen gjort denna till Sveriges högsta punkt. Sydtoppens höjd varierar cirka tre meter mellan sommar och vinter. Normalt är toppen som högst i maj och lägst i september. Sydtoppens glaciärer smälter på grund av det förändrade klimatet, vilket leder till att Nordtoppen på sikt kommer att bli Sveriges högsta punkt året runt enligt forskare från Tarfala forskningsstation vid Stockholms universitet.

### Östersjön
Havsnivåhöjningen förväntas påverka södra Sverige mer än norra, eftersom landhöjningen är större i norra Sverige.   Höjd vattentemperatur kan slå ut strömming, torsk och lax i Östersjön.
När lufttemperaturen ökar kommer Östersjöns yttemperatur öka. Vissa klimatmodeller förutsäger att ytvattentemperaturen kommer att öka med upp till 4 °C.  Havsisen vintertid förväntas minska och kommer i slutet av seklet att begränsas till norra Bottenviken. Salthalten i Östersjön förutspås i vissa klimatmodeller att sjunka till följd av ökat tillströmning av sötvatten från fastlandet, medan andra modeller skiljer sig och förutspår en ökning av salthalten.

### Golfströmmen
Golfströmmen anses vara del i ett bistabilt system som har växlat mellan starkt och försvagat tillstånd under historien. Senast för omkring 10 000 år sedan avstannade Golfströmmen efter en period av färskvattentillföde, och då kallnade klimatet i nordvästra Europa mycket snabbt. Datorsimuleringar indikerar att ett sådant tillstånd kan inträffa igen i framtiden efter en långvarig global uppvärmning och omfattande issmältning. Även om en liten nedkylning av havsytan över Golfströmmen har uppmätts, är mätserierna begränsade, och den potentiella försvagningen svårbedömd. Den sammantagna bedömningen är att risken för en total kollaps av Golfströmmen innan 2100-talet är liten.